# Аппіньяно-дель-Тронто
Аппіньяно-дель-Тронто (італ. Appignano del Tronto) — муніципалітет в Італії, у регіоні Марке, провінція Асколі-Пічено.
Аппіньяно-дель-Тронто розташоване на відстані близько 150 км на північний схід від Рима, 85 км на південь від Анкони, 9 км на північний схід від Асколі-Пічено.
Населення — 1808 осіб (2014).
Щорічний фестиваль відбувається 23 квітня. Покровитель — святий Юрій.

## Демографія
Населення за роками:

Станом на 1 січня 2023 року в муніципалітеті офіційно проживало 70 іноземців з 13 країн, серед них 19 громадян країн Євросоюзу та 5 громадян України.

## Сусідні муніципалітети
- Асколі-Пічено
- Кастель-ді-Лама
- Кастіньяно
- Оффіда